# Avaluació de risc

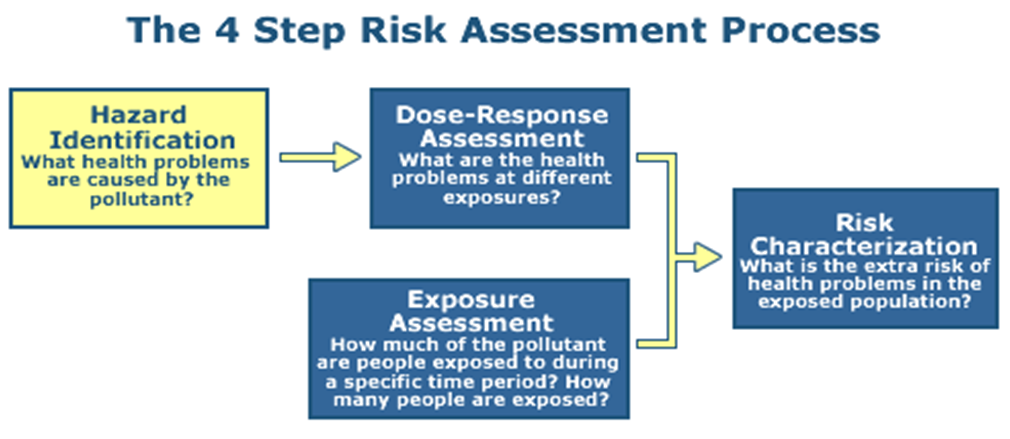
Una il·lustració dels quatre passos del procés d'avaluació de riscos: identificació del perill, avaluació de la relació dosi-resposta, avaluació de l'exposició i caracterització del risc.

L'avaluació de riscos és un procés per identificar perills, esdeveniments potencials (futurs) que poden tenir un impacte negatiu en les persones, els actius i/o el medi ambient a causa d'aquests perills, la seva probabilitat i conseqüències, i les accions que poden mitigar aquests efectes. El resultat d'aquest procés també es pot anomenar avaluació de riscos. L'anàlisi de riscos constitueix la primera etapa d'un procés d'avaluació de riscos. Els judicis "sobre la tolerabilitat del risc sobre la base d'una anàlisi de riscos" (és a dir, l'avaluació de riscos) també formen part del procés. Els resultats d'un procés d'avaluació de riscos es poden expressar de manera quantitativa o qualitativa.
L'avaluació de riscos forma una part clau d'una estratègia més àmplia de gestió de riscos per ajudar a reduir qualsevol conseqüència potencial relacionada amb el risc.

## Categories

### Avaluació individual de riscos

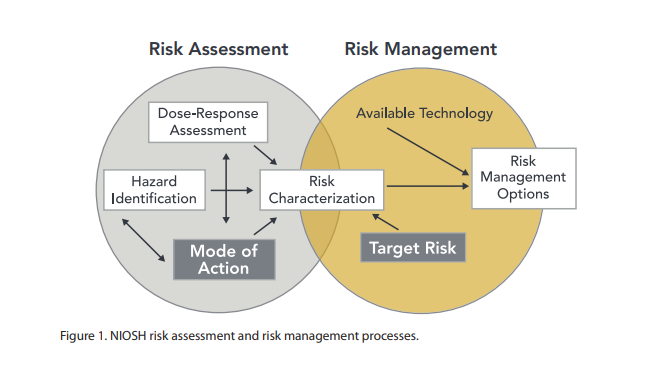
Avaluació de riscos i gestió de riscos Diagrama de Venn

Les avaluacions de riscos es poden dur a terme en casos individuals, incloent-hi les interaccions entre pacients i metges. En sentit estricte, l'avaluació del risc químic és l'avaluació d'un risc per a la salut en resposta a exposicions ambientals. Les maneres en què les estadístiques s'expressen i es comuniquen a un individu, tant amb paraules com amb xifres, influeixen en la seva interpretació dels beneficis i els perjudicis. Per exemple, una taxa de mortalitat es pot interpretar com a menys benigna que la taxa de supervivència corresponent. Una revisió sistemàtica de pacients i metges del 2017 va trobar que la sobreestimació dels beneficis i la subestimació dels riscos es produïen amb més freqüència que l'alternativa. Una revisió sistemàtica de la col·laboració Cochrane va suggerir que les "ajudes a la decisió ben documentades" són útils per reduir els efectes d'aquestes tendències o biaixos. Les ajudes poden ajudar les persones a prendre una decisió sobre la seva atenció basada en informació basada en l'evidència que s'alinea amb els seus valors. Les ajudes a la decisió també poden ajudar les persones a comprendre els riscos més clarament i les capaciten per assumir un paper actiu a l'hora de prendre decisions mèdiques. La revisió sistemàtica no va trobar cap diferència en les persones que es van penedir de les seves decisions entre les que van utilitzar ajudes per a la presa de decisions i les que van rebre el tractament estàndard habitual.
La percepció del risc d'un individu pot estar afectada per factors psicològics, ideològics, religiosos o d'altra mena subjectius, que influeixen en la racionalitat del procés. Els individus tendeixen a ser menys racionals quan els riscos i les exposicions els afecten a ells mateixos en comptes dels altres. També hi ha una tendència a subestimar els riscos que són voluntaris o en què l'individu es veu a si mateix com a posseïdor del control, com ara fumar.

### Avaluació de riscos de sistemes
L'avaluació de riscos també es pot fer a una escala de teoria de sistemes molt més gran, per exemple, avaluant els riscos d'un ecosistema o d'un sistema mecànic, electrònic, nuclear i biològic interactivament complex o d'un huracà (un sistema meteorològic i geogràfic complex). Els sistemes es poden definir com a lineals i no lineals (o complexos), on els sistemes lineals són predictibles i relativament fàcils d'entendre donat un canvi en l'entrada, i els sistemes no lineals impredictibles quan es canvien les entrades. Per tant, les avaluacions de riscos dels sistemes no lineals/complexos tendeixen a ser més difícils.
En l'enginyeria de sistemes complexos, sovint es fan avaluacions de riscos sofisticades dins de l'enginyeria de seguretat i l'enginyeria de fiabilitat quan es tracta d'amenaces a la vida, el medi ambient natural o el funcionament de les màquines. Les indústries agrícola, nuclear, aeroespacial, petroliera, química, ferroviària i militar tenen una llarga història en la gestió de l'avaluació de riscos. A més, les indústries mèdica, hospitalària, de serveis socials i alimentària controlen els riscos i realitzen avaluacions de riscos de manera contínua. Els mètodes d'avaluació del risc poden diferir entre les indústries i si es tracta de decisions financeres generals o d'una avaluació de riscos ambientals, ecològics o de salut pública.

## Concepte
El ràpid canvi tecnològic, l'escala creixent dels complexos industrials, l'augment de la integració de sistemes, la competència al mercat i altres factors han demostrat augmentar el risc social en les últimes dècades. Com a tal, les avaluacions de riscos esdevenen cada cop més crítiques per mitigar els accidents, millorar la seguretat i millorar els resultats. L'avaluació de riscos consisteix en una avaluació objectiva del risc en què es consideren i es presenten clarament les suposicions i les incerteses. Això implica la identificació del risc (què pot passar i per què), les possibles conseqüències, la probabilitat d'ocurrència, la tolerabilitat o acceptabilitat del risc i les maneres de mitigar o reduir la probabilitat del risc. Òptimament, també implica la documentació de l'avaluació de riscos i les seves conclusions, la implementació de mètodes de mitigació i la revisió de l'avaluació (o pla de gestió de riscos), juntament amb actualitzacions quan sigui necessari. De vegades, els riscos es poden considerar acceptables, és a dir, que el risc "s'entén i es tolera... generalment perquè el cost o la dificultat d'implementar una contramesura eficaç per a la vulnerabilitat associada supera l'expectativa de pèrdua".

### Risc lleu versus risc salvatge
Benoit Mandelbrot va distingir entre risc "lleu" i risc "salvatge" i va argumentar que l'avaluació i la gestió del risc han de ser fonamentalment diferents per als dos tipus de risc. El risc lleu segueix distribucions de probabilitat normals o gairebé normals, està subjecte a regressió a la mitjana i a la llei dels grans nombres, i per tant és relativament predictible. El risc salvatge segueix distribucions de cua gruixuda, per exemple, distribucions de Pareto o de llei de potències, està subjecte a regressió a la cua (mitjana o variància infinita, fent que la llei dels grans nombres sigui invàlida o ineficaç) i, per tant, és difícil o impossible de predir. Un error comú en l'avaluació i la gestió del risc és subestimar la salvatgia del risc, assumint que el risc és lleu quan en realitat és salvatge, cosa que s'ha d'evitar si es vol que l'avaluació i la gestió del risc siguin vàlides i fiables, segons Mandelbrot.

### Conceptualització matemàtica
Per veure el procés de gestió de riscos expressat matemàticament, es pot definir el risc esperat com la suma dels riscos individuals, {\displaystyle R_{i}}, que es pot calcular com el producte de les pèrdues potencials, {\displaystyle L_{i}}, i les seves probabilitats, {\displaystyle p(L_{i})} :
{\displaystyle R_{i}=L_{i}p(L_{i})\,\!}
{\displaystyle R_{exp}=\sum _{i}L_{i}p(L_{i})\,\!}
Tot i que per alguns riscos {\displaystyle R_{i},R_{j}}, potser tindrem {\displaystyle R_{i}=R_{j}}, si la probabilitat {\displaystyle p(L_{j})} és petit en comparació amb {\displaystyle p(L_{i})}, la seva estimació podria basar-se només en un nombre menor d'esdeveniments previs i, per tant, més incerta. D'altra banda, atès que {\displaystyle R_{i}=R_{j}}, {\displaystyle L_{j}} ha de ser més gran que {\displaystyle L_{i}}, de manera que les decisions basades en aquesta incertesa serien més importants i, per tant, justificarien un enfocament diferent.
Això esdevé important quan considerem la variància de risc
{\displaystyle R_{var}=\sum _{i}L_{i}^{2}p(L_{i})-\left(\sum _{i}R_{i}\right)^{2}}
com un gran {\displaystyle L_{i}} canvia el valor.
Les decisions financeres, com ara les assegurances, expressen les pèrdues en termes de quantitats en dòlars. Quan l'avaluació de riscos s'utilitza per a decisions de salut pública o mediambientals, la pèrdua es pot quantificar en una mètrica comuna com ara la moneda d'un país o alguna mesura numèrica de la qualitat de vida d'una ubicació. Per a les decisions de salut pública i mediambientals, la pèrdua és simplement una descripció verbal del resultat, com ara una major incidència del càncer o la incidència de defectes congènits. En aquest cas, el "risc" s'expressa com
{\displaystyle R_{i}=p(L_{i})\,\!}
Si l'estimació del risc té en compte la informació sobre el nombre d'individus exposats, s'anomena "risc poblacional" i s'expressa en unitats d'augment previst de casos per període de temps. Si l'estimació del risc no té en compte el nombre d'individus exposats, s'anomena "risc individual" i s'expressa en unitats de taxa d'incidència per període de temps. Els riscos poblacionals són més útils per a l'anàlisi cost/benefici; els riscos individuals són més útils per avaluar si els riscos per als individus són "acceptables".

### Avaluació quantitativa de riscos
En l'avaluació quantitativa de riscos, es pot utilitzar una esperança de pèrdua anualitzada (ALE) per justificar el cost d'implementar contramesures per protegir un actiu. Això es pot calcular multiplicant l'esperança de pèrdua única (SLE), que és la pèrdua de valor basada en un únic incident de seguretat, per la taxa d'ocurrència anualitzada (ARO), que és una estimació de la freqüència amb què una amenaça tindria èxit en l'explotació d'una vulnerabilitat.
Tanmateix, s'ha qüestionat la utilitat de l'avaluació quantitativa de riscos. Barry Commoner, Brian Wynne i altres crítics han expressat la seva preocupació pel fet que l'avaluació de riscos tendeix a ser massa quantitativa i reduccionista. Per exemple, argumenten que les avaluacions de riscos ignoren les diferències qualitatives entre els riscos. Alguns argumenten que les avaluacions poden deixar de banda informació important no quantificable o inaccessible, com ara variacions entre les classes de persones exposades a perills o amplificació social. A més, Commoner i O'Brien afirmen que els enfocaments quantitatius desvien l'atenció de les mesures de precaució o preventives. Altres, com Nassim Nicholas Taleb, consideren els gestors de riscos poc més que "usuaris cecs" d'eines i mètodes estadístics.